# How I Live Now (banda sonora)
How I Live Now (Original Motion Picture Soundtrack) es la banda sonora realizada por Jon Hopkins para la película de mismo nombre. Fue publicado el 14 de octubre de 2013 a través del sello independiente Just Music. Dentro de las canciones, aparece una remezcla de «Home» por Daughter y la participación de Bat for Lashes en el sencillo «Garden's Heart».

## Concepto
Hopkins rememora que las grabaciones para la banda sonora tuvo una duración de dos a tres meses, realizado al mismo tiempo que su álbum de estudio Immunity, notando que esos largos períodos de trabajo fluyen con los temas presentes en la película. Durante una entrevista conjunta por The Guardian, Hopkins expresa: “Esta banda sonora contiene el material más oscuro que he escrito nunca, pero mi música es principalmente sobre escapismo. No quiero presentar un recordatorio nefasto de lo jodido que está el mundo”.

## Recepción
La banda sonora obtuvo reseñas generalmente positivas, con Phil Hebblethwaite para el semanario británico NME resumiéndolo: “Claros y brillantes acordes de piano sobrevuelan pantanos de ruido electrónico, haciendo de este un score que tiene un valor real como un álbum independiente”.
Por su parte, la reseña de PopMatters compara el sonido intricado entre electrónica ambient con toques de piano con la canción «Abandon Window» de Immunity, comentando: “Hopkins toma el sólido material presente en las sesiones de Immuntiy y lo moldea en un notable paisaje sonoro general, uno que es tan narrativo como el álbum anterior”.

## Lista de canciones
| N.º   | Título                                                             | Duración |  |
| 1.    | «Do It With a Rockstar» (Amanda Palmer & The Grand Theft Orchesta) | 4:28     |  |
| 2.    | «The Field»                                                        | 1:47     |  |
| 3.    | «The River»                                                        | 1:51     |  |
| 4.    | «Rain and Ash»                                                     | 2:42     |  |
| 5.    | «The Hawk»                                                         | 1:33     |  |
| 6.    | «Distant Fire»                                                     | 0:47     |  |
| 7.    | «Nightfall / Love Theme»                                           | 1:08     |  |
| 8.    | «Taken Away»                                                       | 2:37     |  |
| 9.    | «Home (Jon Hopkins Remix)» (Daughter)                              | 3:04     |  |
| 10.   | «Escape»                                                           | 2:59     |  |
| 11.   | «The Forest / Plane Wreck»                                         | 2:50     |  |
| 12.   | «Gatesfield»                                                       | 4:25     |  |
| 13.   | «Hunted»                                                           | 1:41     |  |
| 14.   | «Lost Map / The Hawk»                                              | 3:48     |  |
| 15.   | «How I Live Now»                                                   | 4:34     |  |
| 16.   | «Garden's Heart» (con Natasha Khan)                                | 3:53     |  |
| 44:07 |                                                                    |          |  |

## Posicionamiento en listas
| Listas (2013)                   | Mejor posición |
| ------------------------------- | -------------- |
| Reino Unido (Soundtrack Albums) | 34             |